# Виковаро
Виковаро (итал. Vicovaro) — коммуна в Италии, располагается в области Лацио, подчиняется административному центру Рим.
Население составляет 3557 человек, плотность населения составляет 99 чел./км². Занимает площадь 36 км². Почтовый индекс — 029. Телефонный код — 0774.
Покровителем коммуны почитается святой Антоний Великий, празднование 17 января.